# Kristaps Porziņģis
Kristaps Porziņģis, (nascut el 2 d'agost de 1995 a Liepāja, Letònia) és un jugador de bàsquet letó. Amb 2,18 metres d'alçada, juga en la posició d'aler pivot. Va ser triat en la posició número 4 del Draft de l'NBA del 2015 pels New York Knicks. Actualment juga als Boston Celtics.
Va arribar a Dallas el febrer de 2019 per suavitzar l'impacte de la retirada de Dirk Nowitzki. El febrer de 2020 va ser traspassat als Washington Wizards.